# Brasles
Brasles és un municipi francès situat al departament de l'Aisne i a la regió dels Alts de França. L'any 2007 tenia 1.264 habitants.

## Demografia

### Població
El 2007 la població de fet de Brasles era de 1.264 persones. Hi havia 508 famílies de les quals 136 eren unipersonals (60 homes vivint sols i 76 dones vivint soles), 176 parelles sense fills, 164 parelles amb fills i 32 famílies monoparentals amb fills.
La població ha evolucionat segons el següent gràfic:
Habitants censats

### Habitatges
El 2007 hi havia 559 habitatges, 527 eren l'habitatge principal de la família, 8 eren segones residències i 24 estaven desocupats. 485 eren cases i 72 eren apartaments. Dels 527 habitatges principals, 405 estaven ocupats pels seus propietaris, 110 estaven llogats i ocupats pels llogaters i 12 estaven cedits a títol gratuït; 4 tenien una cambra, 25 en tenien dues, 86 en tenien tres, 154 en tenien quatre i 258 en tenien cinc o més. 375 habitatges disposaven pel capbaix d'una plaça de pàrquing. A 247 habitatges hi havia un automòbil i a 212 n'hi havia dos o més.

### Piràmide de població
La piràmide de població per edats i sexe el 2009 era:
| Homes | Edats   | Dones |
| ----- | ------- | ----- |
| 0     | 95 o +  | 0     |
| 0     | 90 a 94 | 4     |
| 4     | 85 a 89 | 0     |
| 4     | 80 a 84 | 24    |
| 20    | 75 a 79 | 20    |
| 32    | 70 a 74 | 52    |
| 40    | 65 a 69 | 32    |
| 16    | 60 a 64 | 24    |
| 40    | 55 a 59 | 28    |
| 56    | 50 a 54 | 48    |
| 77    | 45 a 49 | 60    |
| 36    | 40 a 44 | 49    |
| 36    | 35 a 39 | 40    |
| 36    | 30 a 34 | 28    |
| 44    | 25 a 29 | 32    |
| 44    | 20 a 24 | 20    |
| 48    | 15 a 19 | 52    |
| 40    | 10 a 14 | 40    |
| 32    | 5 a 9   | 36    |
| 32    | 0 a 4   | 12    |

## Economia
El 2007 la població en edat de treballar era de 844 persones, 613 eren actives i 231 eren inactives. De les 613 persones actives 557 estaven ocupades (290 homes i 267 dones) i 56 estaven aturades (28 homes i 28 dones). De les 231 persones inactives 93 estaven jubilades, 76 estaven estudiant i 62 estaven classificades com a «altres inactius».

### Ingressos
El 2009 a Brasles hi havia 526 unitats fiscals que integraven 1.286,5 persones, la mediana anual d'ingressos fiscals per persona era de 20.002 €.

### Activitats econòmiques
Dels 49 establiments que hi havia el 2007, 1 era d'una empresa de fabricació de material elèctric, 3 d'empreses de fabricació d'altres productes industrials, 13 d'empreses de construcció, 18 d'empreses de comerç i reparació d'automòbils, 3 d'empreses de transport, 2 d'empreses d'hostatgeria i restauració, 2 d'empreses financeres, 3 d'empreses de serveis, 1 d'una entitat de l'administració pública i 3 d'empreses classificades com a «altres activitats de serveis».
Dels 12 establiments de servei als particulars que hi havia el 2009, 2 eren tallers de reparació d'automòbils i de material agrícola, 3 paletes, 1 guixaire pintor, 2 lampisteries, 2 electricistes, 1 perruqueria i 1 restaurant.
Dels 2 establiments comercials que hi havia el 2009, 1 era un hipermercat i 1 una botiga de material de revestiment de parets i terra.
L'any 2000 a Brasles hi havia 16 explotacions agrícoles que ocupaven un total de 352 hectàrees.

## Equipaments sanitaris i escolars
El 2009 hi havia una escola elemental.

## Poblacions més properes
El següent diagrama mostra les poblacions més properes.